# エスメラルダ (練習帆船)
エスメラルダ (Esmeralda, BE-43) はチリ海軍の鉄製4檣練習帆船。世界で二番目の檣長を誇るバーケンティンである。

## 艦歴
本船は当初、スペイン海軍の練習艦として1946年よりスペインの都市カディスで建造が開始されたのだが、1947年、本船を建造していたカディス造船所で大規模な爆発事故が発生した。これにより船体は損傷し、造船所は破綻の瀬戸際に追い込まれた。そのため、作業が中断したままの状態が数年続いていた。1950年、スペイン政府は、スペイン内戦時にチリに対して負った負債を工業製品の形で返済することをチリに提案し、両国は交渉に入った。この中に未完成の本船が含まれていた。1951年、チリはこの申し出を受諾し、本船はチリ海軍が所有することが決定した。1953年5月12日に5,000人の観衆が見守る中で遂に進水の時を迎え、1954年6月15日、オラシオ・コルネホ・タグル艦長の指揮下、チリ政府に引き渡された。

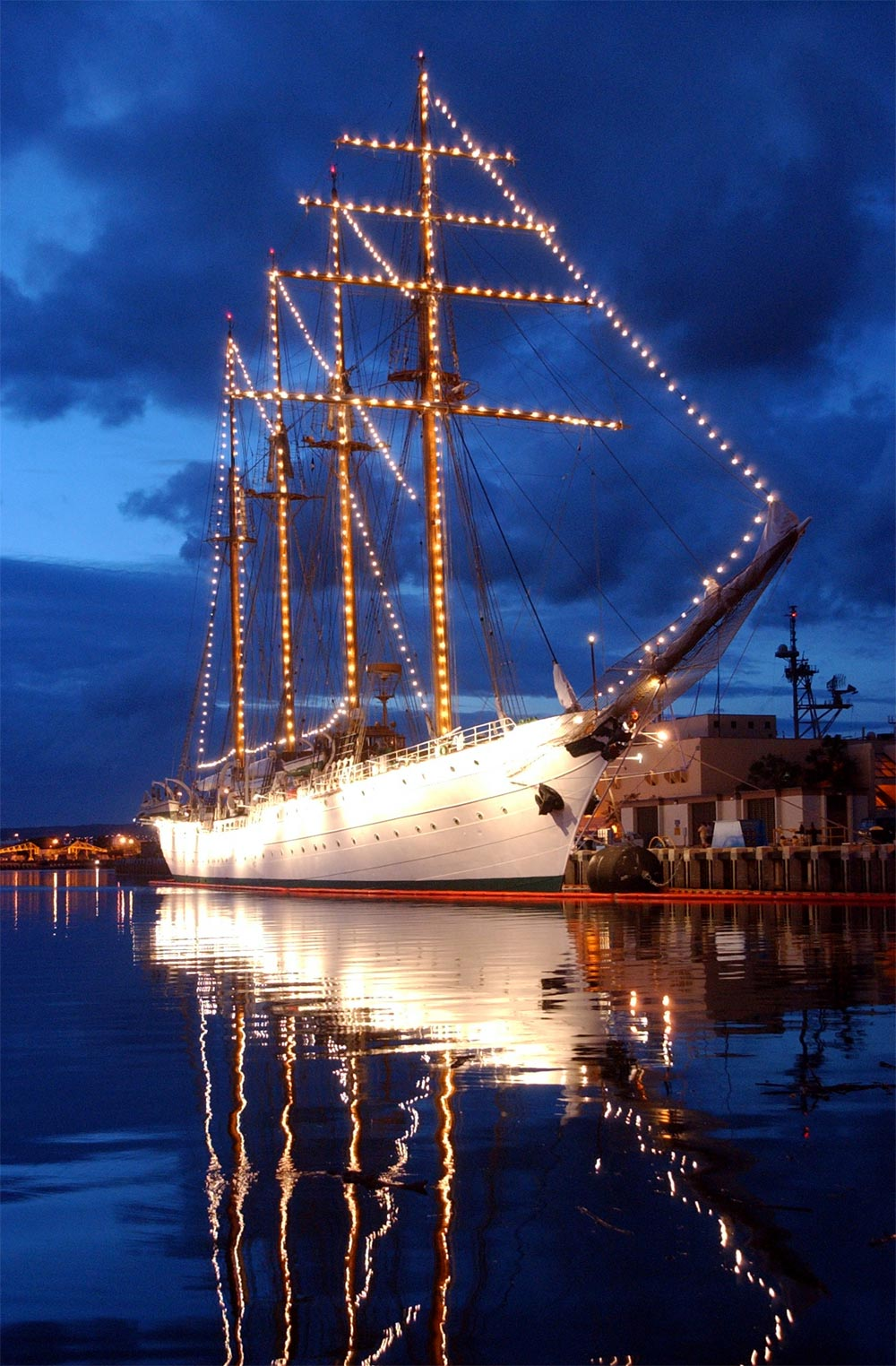
エスメラルダ
2004年5月17日 ハワイ真珠湾にて

エスメラルダはまずカナリア諸島に向かった後、ニューオーリンズで蒸留装置を取り付けた。その後パナマ運河を通過し、1954年9月1日にチリのバルパライソに到着、盛大な歓迎を受けた。
就役後はチリ海軍の練習帆船として活躍し、チリの「浮かぶ大使館」として世界中の300以上の港に寄港している。令和の即位礼正殿の儀をはじめ行事にも数多く参加しており、主なものには、2002年の海上自衛隊50周年記念観艦式、1964年、1976年、1989年に開催されたニューヨーク帆船パレード、1983年の大阪世界帆船パレードなどがあり、その際に大阪·バルパライソ姉妹港協定を船上にて調印した。1975年に沖縄国際海洋博覧会記念で日本に寄港した際には、火炎瓶を投げつけられるテロ攻撃を受け、乗員2名が負傷している（エスメラルダ号火炎瓶投擲事件）。
ピノチェト政権期には監獄船として利用された歴史があるが、海軍はこれを認めていない。先述の火炎瓶投擲事件のように寄港先で抗議活動が行われることがある。

船名の"エスメラルダ"とはエメラルドの意味で、チリ海軍の同名艦船としては6代目となるものである。ちなみに初代はスペイン海軍からの鹵獲艦で、2代目は1879年5月21日のイキケの海戦においてチリ海軍において重要な働きをした艦である。